# Список космічних телескопів

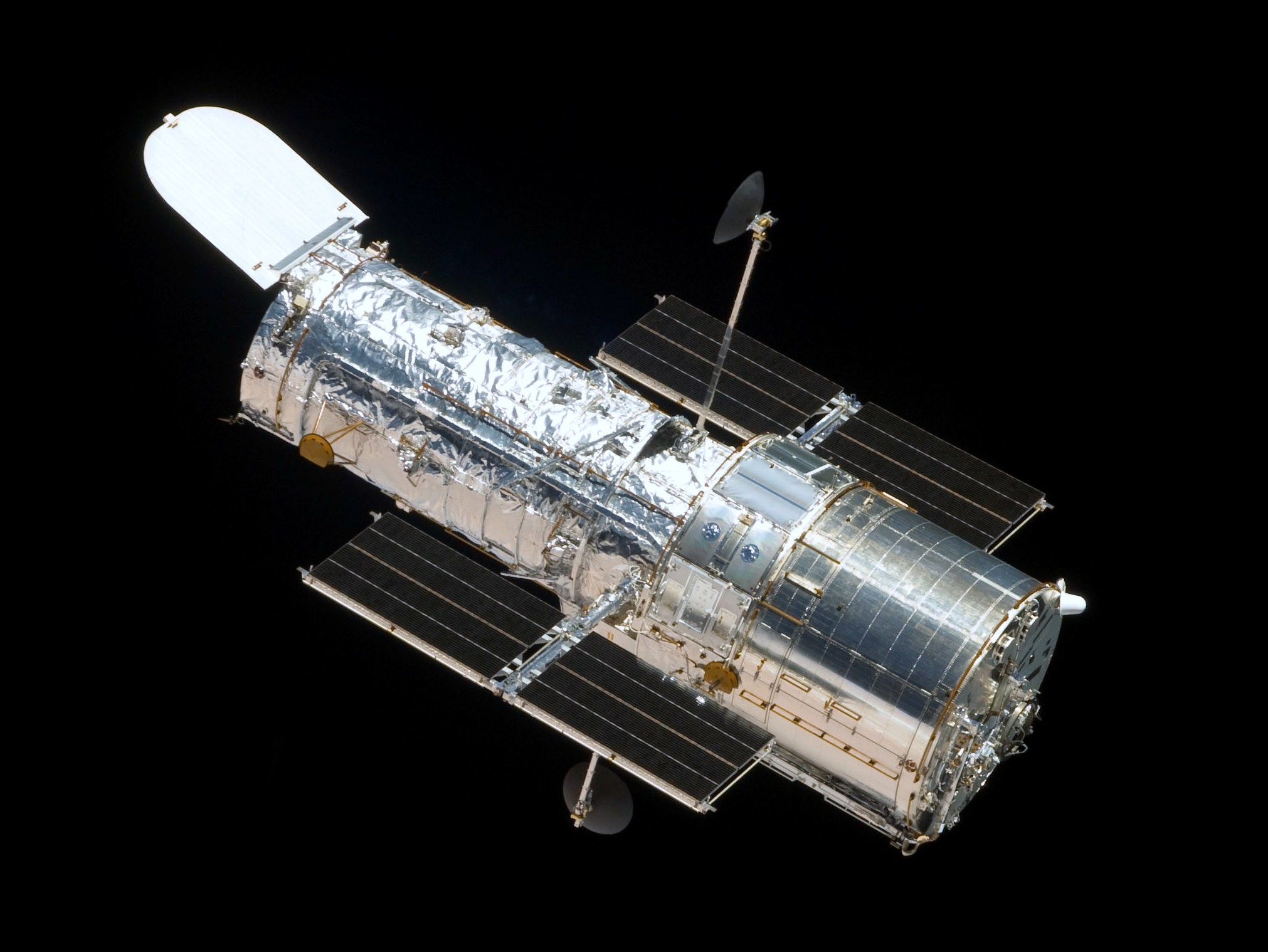
Космічна обсерваторія "Габбл"

Список космічних телескопів містить космічні обсерваторії, розділені на кілька великих груп за діапазонами електромагнітного спектру, в якому вони проводили або проводять спостереження. Відповідно, це:
- гамма-випромінювання;
- рентгенівське випромінювання;
- ультрафіолетове випромінювання;
- видиме світло;
- інфрачервоне світло;
- мікрохвильове випромінювання та радіовипромінювання.

Телескопи, які проводять спостереження в кількох діапазонах спектру (наприклад, видимий + інфрачервоний), включені до усіх відповідних розділів. В цей список також включені детектори гравітаційних хвиль, космічних променів та різноманітних елементарних частинок.

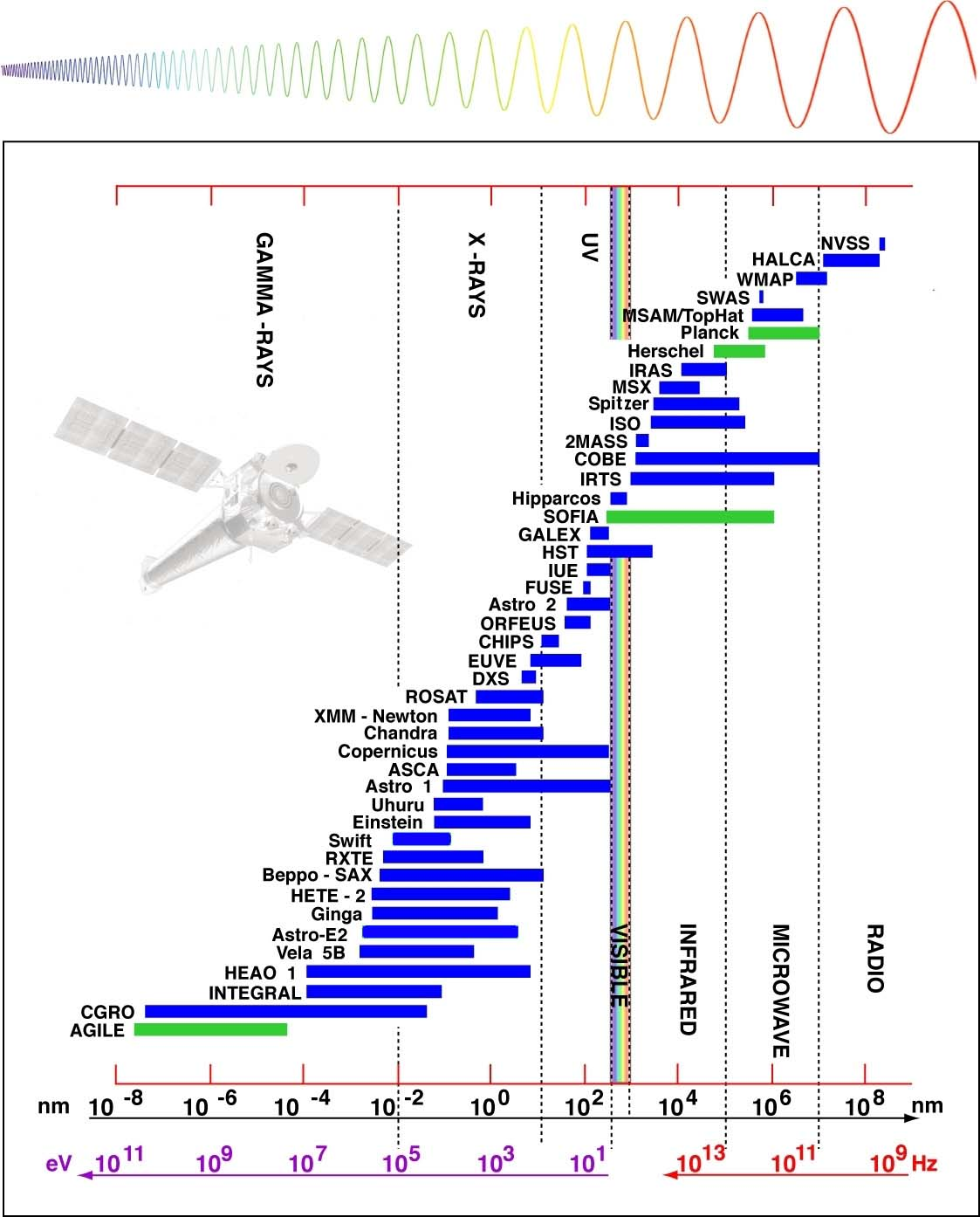
Деякі космічні телескопи та довжини хвиль, на яких вони працюють станом на 2005 рік

## Додаткова інформація
Основними операторами космічних телескопів є NASA, ESA, JAXA та CNSA . Також певну кількість апаратів мають: Роскосмос/СРСР, CNRS/CNES, IKI, INTA, SRON, SERC, ISRO, ISAS, DLR, LANL, ASI, Китайська академія наук, MPE та KARI.
В цей список внесені суто обсерваторії, основна задача яких — спостереження космічних об'єктів. Космічні апарати, основна задача яких — дослідження об'єктів Сонячної системи, винесені в окремий Список міжпланетних космічних апаратів. Штучні супутники Землі, основна задача яких — дослідження нашої планети (метеорологічні, океанографічні, для атмосферних досліджень, тощо), також винесені в окремий Список ШСЗ, призначених для дослідження Землі.
Параметри орбіти кожного космічного апарата наведено за наступним алгоритмом:
1. Для навколоземної орбіти — мінімальна (перигей) та максимальна (апогей) висота орбіти в кілометрах.
2. Для навколосонячної орбіти — мінімальна та максимальна відстань від центру мас Сонячної системи у астрономічних одиницях.
3. Для космічних апаратів, розташованих у точках Лагранжа L1, L2, відстань не наводиться.

Дати запусків та завершення місій подані у форматі дата, місяць, рік (ДД.ММ.РРРР). Для апаратів, які станом на сьогоднішній день (23 лютого 2023 року) продовжують функціонувати, наведена лише дата запуску. Для кожного апарата вказується його поточний (на 23 лютого 2023 року) статус: активний або недіючий. Інформація про космічні телескопи, запуск яких ще не відбувся, але запланований на 2023 та подальші роки, наведена в окремій таблиці.
Для кожного апарата наведено його офіційну назву англійською. Якщо в українській мові є власна транслітерація назви, вона також написана у відповідному стовпчику. Виключення — космічні апарати серії «Протон», їх назви наведено одразу в оригіналі (російською), оскільки вони збігаються з українським відповідником.

## Гамма-випромінювання
Телескопи, які досліджують астрономічні високоенергетичні джерела гамма-випромінювання. Цей діапазон електромагнітного спектру поглинається атмосферою, тому його дослідження можливе суто з використанням стратостатів або космічних апаратів. Гамма-промені утворюються внаслідок різноманітних фізичних процесів в наднових зорях, нейтронних зорях, пульсарах та чорних дірах. Також подібні прилади детектують гамма-всплески з надзвичайно високими енергіями, однак їх джерела наразі не ідентифіковані.
| Фотографія | Назва (Абревіатура) | Оператор                | Орбіта                          | Статус   | Дати запуску/припинення роботи (ДД.ММ.РРРР) | Посилання                   |
| ---------- | --- | ----------------------- | ------------------------------- | -------- | ------------------------------------------- | --------------------------- |
|            | Протон-1 | СРСР                    | Навколоземна (183-589 км)       | Недіючий | 16.07.1965 - 11.10.1965                     | [ 3 ]                       |
|            | Протон-2 | СРСР                    | Навколоземна (191-637 км)       | Недіючий | 02.11.1965 - 06.02.1966                     | [ 3 ]                       |
|            | Протон-3 | СРСР                    | Навколоземна (191-637 км)       | Недіючий | 06.07.1966 - 16.09.1966                     | [ 4 ]                       |
|            | Протон-4 | СРСР                    | Навколоземна (248-477 км)       | Недіючий | 16.11.1968 - 24.07.1969                     | [ 5 ]                       |
|            | Second Small Astronomy Satellite (SAS 2) | NASA                    | Навколоземна (443-632 км)       | Недіючий | 15.11.1972 - 08.06.1973                     | [ 6 ]                       |
|            | Cos-B | ESA                     | Навколоземна (340-99 876 км)    | Недіючий | 09.08.1975 - 25.04.1982                     | [ 7 ] [ 8 ]                 |
|            | 3rd High Energy Astronomy Observatory (HEAO 3) | NASA                    | Навколоземна (486.4-504.9 км)   | Недіючий | 20.09.1979 - 29.05.1981                     | [ 9 ] [ 10 ]                |
|            | Гранат Granat | CNRS + IKI              | Навколоземна (2 000-200 000 км) | Недіючий | 01.12.1989 - 25.05.1999                     | [ 11 ] [ 12 ]               |
|            | Гамма Gamma | СРСР + CNES + Роскосмос | Навколоземна (375 км)           | Недіючий | 01.07.1990 - 1992                           | [ 13 ]                      |
|            | Комптон Compton Gamma Ray Observatory (CGRO) | NASA                    | Навколоземна (362-457 км)       | Недіючий | 05.04.1991 - 04.06.2000                     | [ 14 ]                      |
|            | Low Energy Gamma Ray Imager (LEGRI) | INTA                    | Навколоземна (600 км)           | Недіючий | 19.05.1991 - 04.07.2000                     | [ 15 ] [ 16 ]               |
|            | High Energy Transient Explorer 2 (HETE 2) | NASA                    | Навколоземна (590-650 км)       | Недіючий | 09.10.2000 - 03.2008                        | [ 17 ]                      |
|            | International Gamma Ray Astrophysics Laboratory (INTEGRAL)                                                                                            | ESA                     | Навколоземна (639-153 000 км)   | Активний | 17.10.2002                                  | [ 18 ]                      |
|            | Swift Gamma Ray Burst Explorer | NASA                    | Навколоземна (585-604 км)       | Активний | 20.11.2004                                  | [ 19 ]                      |
|            | Astrorivelatore Gamma ad Immagini LEggero (AGILE) | ISA                     | Навколоземна (524-553 км)       | Активний | 23.04.2007                                  | [ 20 ]                      |
|            | Fermi Gamma-ray Space Telescope | NASA                    | Навколоземна (555 км)           | Активний | 11.06.2008                                  | [ 21 ]                      |
|            | Gamma-Ray Burst Polarimeter (GAP, назва інструменту) Interplanetary Kite-craft Accelerated by Radiation Of the Sun (IKAROS, назва космічного апарата) | JAXA                    | Геліоцентрична                  | Активний | 21.05.2010                                  | [ 22 ] [ 23 ] [ 24 ] [ 25 ] |

## Рентгенівське випромінювання
Рентгенівські обсерваторії детектують високоенергетичні фотони, які називаються рентгенівським випромінюванням (англ. X-rays). Як і у випадку з гамма-променями, вони поглинаються земною атмосферою, тому їх можна спостерігати лише в її верхніх шарах або у космосі. Кілька типів астрофізичних об’єктів випромінюють у рентгенівському діапазоні: скупчення галактик, чорні діри в активних ядрах галактик, залишки наднових, нейтронні зорі, білі карлики або подвійні змінні зорі з білими карликами (вони ж катаклізмічні змінні зорі), нейтронними зорями чи чорними дірами (рентгенівські подвійні). Деякі тіла Сонячної системи також є джерелами рентгенівського випромінювання, найпомітнішим з яких є Сонце та Місяць (внаслідок відбиття сонячних променів). Вважається, що комбінація багатьох окремих джерел рентгенівського випромінювання створює спостережуваний рентгенівський фон.
| Фотографія | Назва (Абревіатура) | Оператор                                                 | Орбіта                                | Статус   | Дати запуску/припинення роботи (ДД.ММ.РРРР) | Посилання            |  |
| ---------- | --- | -------------------------------------------------------- | ------------------------------------- | -------- | ------------------------------------------- | -------------------- |  |
|            | Ухуру Uhuru | NASA                                                     | Навколоземна (531-572 км)             | Недіючий | 12.12.1970 - 03.1973                        | [ 26 ] [ 27 ]        |  |
|            | Astronomical Netherlands Satellite (ANS)                                                                                  | SRON                                                     | Навколоземна (226-1176 км)            | Недіючий | 30.08.1974 - 06.1976                        | [ 28 ]               |  |
|            | Ariel V | SRC + NASA                                               | Навколоземна (520 км)                 | Недіючий | 15.10.1974 - 14.03.1980                     | [ 29 ] [ 30 ]        |  |
|            | Аріабхата | ISRO                                                     | Навколоземна (563-619 км)             | Недіючий | 19.04.1975 - 23.04.1975                     | [ 31 ] [ 32 ]        |  |
|            | Third Small Astronomy Satellite (SAS-C)                                                                                   | NASA                                                     | Навколоземна (509-516 км)             | Недіючий | 07.05.1975 - 04.1979                        | [ 33 ] [ 34 ]        |  |
|            | Cos-B | ESA                                                      | Навколоземна (340-99 876 км)          | Недіючий | 09.08.1975 - 25.04.1982                     | [ 7 ] [ 8 ]          |  |
|            | Cosmic Radiation Satellite (CORSA)                                                                                        | ISAS                                                     | -                                     | Недіючий | 06.02.1976 (невдалий запуск)                | [ 35 ]               |  |
|            | 1st High Energy Astronomy Observatory (HEAO 1)                                                                            | NASA                                                     | Навколоземна (445 км)                 | Недіючий | 12.08.1977 - 09.01.1979                     | [ 36 ] [ 37 ] [ 38 ] |  |
|            | Обсерваторія Ейнштейна (HEAO 2)                                                                                           | NASA                                                     | Навколоземна (465-476 км)             | Недіючий | 13.11.1978 - 26.04.1981                     | [ 39 ]               |  |
|            | Hakucho (CORSA-b) | ISAS                                                     | Навколоземна (421-433 км)             | Недіючий | 21.02.1979 - 16.04.1985                     | [ 40 ] [ 40 ] [ 41 ] |  |
|            | 3rd High Energy Astronomy Observatory (HEAO 3)                                                                            | NASA                                                     | Навколоземна (486.4-504.9 км)         | Недіючий | 20.09.1979 - 29.05.1981                     | [ 9 ] [ 10 ]         |  |
|            | Tenma (Astro-B) | ISAS                                                     | Навколоземна (489-503 км)             | Недіючий | 20.02.1983 - 19.01.1989                     | [ 42 ] [ 43 ]        |  |
|            | Astron | IKI                                                      | Навколоземна (2 000-200 000 км)       | Недіючий | 23.03.1983 - 06.1989                        | [ 44 ] [ 45 ]        |  |
|            | EXOSAT | ESA                                                      | Навколоземна (347-191 709 км)         | Недіючий | 26.05.1983 - 08.04.1986                     | [ 46 ] [ 47 ]        |  |
|            | Ginga (Astro-C) | ISAS                                                     | Навколоземна (517–708 км)             | Недіючий | 05.02.1987 - 01.11.1991                     | [ 48 ] [ 49 ]        |  |
|            | Гранат Granat | CNRS + IKI                                               | Навколоземна (2 000-200 000 км)       | Недіючий | 01.12.1989 - 25.05.1999                     | [ 11 ] [ 12 ]        |  |
|            | ROSAT | NASA + DLR                                               | Навколоземна (580 км)                 | Недіючий | 01.06.1990 - 12.02.1999                     | [ 50 ] [ 51 ]        |  |
|            | Broad Band X-ray Telescope / Astro 1                                                                                      | NASA                                                     | Навколоземна (580 км)                 | Недіючий | 02.12.1990 - 11.12.1990                     | [ 52 ]               |  |
|            | Передовий супутник для космології та астрофізики (англ. Advanced Satellite for Cosmology and Astrophysics, ASCA, Astro-D) | ISAS + NASA                                              | Навколоземна (523.6-615.3 км)         | Недіючий | 20.02.1993 - 02.03.2001                     | [ 53 ]               |  |
|            | Array of Low Energy X-ray Imaging Sensors (Alexis)                                                                        | LANL                                                     | Навколоземна (749-884 км)             | Недіючий | 25.04.1993 - 2005                           | [ 54 ] [ 55 ]        |  |
|            | Rossi X-ray Timing Explorer (RXTE)                                                                                        | NASA                                                     | Навколоземна (409 км)                 | Недіючий | 30.12.1995 - 03.01.2012                     | [ 56 ] [ 57 ]        |  |
|            | BeppoSAX | ASI                                                      | Навколоземна (575–594 км)             | Недіючий | 30.04.1996-30.04.2002                       | [ 58 ] [ 59 ]        |  |
|            | A Broadband Imaging X-ray All-sky Survey (ABRIXAS)                                                                        | DLR                                                      | Навколоземна (549–598 км)             | Недіючий | 28.04.1999-01.07.1999                       | [ 60 ] [ 61 ]        |  |
|            | Чандра Chandra X-ray Observatory                                                                                          | NASA                                                     | Навколоземна (9 942–140 000 км)       | Активний | 23.07.1999                                  | [ 62 ]               |  |
|            | XMM-Newton | NASA                                                     | Навколоземна (7 365–114 000 км)       | Активний | 10.12.1999                                  | [ 63 ]               |  |
|            | High Energy Transient Explorer 2 (HETE 2)                                                                                 | NASA                                                     | Навколоземна (590–650 км)             | Недіючий | 09.10.2000 - 03.2008                        | [ 17 ]               |  |
|            | International Gamma Ray Astrophysics Laboratory (INTEGRAL)                                                                | ESA                                                      | Навколоземна (639–153 000 км)         | Активний | 17.10.2002                                  | [ 18 ]               |  |
|            | Swift Gamma Ray Burst Explorer                                                                                            | NASA                                                     | Навколоземна (585–604 км)             | Активний | 20.11.2004                                  | [ 19 ]               |  |
|            | Suzaku (Astro-E2) | JAXA + NASA                                              | Навколоземна (550 км)                 | Недіючий | 10.07.2005 - 02.09.2015                     | [ 64 ]               |  |
|            | Astrorivelatore Gamma ad Immagini LEggero (AGILE)                                                                         | ISA                                                      | Навколоземна (524-553 км)             | Активний | 23.04.2007                                  | [ 20 ]               |  |
|            | Nuclear Spectroscopic Telescope Array (NuSTAR)                                                                            | NASA                                                     | Навколоземна (603.5 км)               | Активний | 13.06.2012                                  | [ 65 ] [ 66 ] [ 67 ] |  |
|            | Astrosat | ISRO                                                     | Навколоземна (600-650 км)             | Активний | 28.09.2015                                  | [ 68 ] [ 69 ]        |  |
|            | Hitomi (Astro-H) | JAXA                                                     | Навколоземна (575 км)                 | Недіючий | 17.02.2016 - 28.04.2016                     | [ 70 ] [ 71 ] [ 72 ] |  |
|            | Михайло Ломоносов Mikhailo Lomonosov                                                                                      | Московський державний університет імені М. В. Ломоносова | Навколоземна (478-493 км)             | Недіючий | 28.04.2016 - 30.06.2018                     | [ 73 ] [ 74 ]        |  |
|            | Neutron Star Interior Composition Explorer (NICER)                                                                        | NASA                                                     | Навколоземна, на борту МКС            | Активний | 07.06.2017                                  | [ 75 ]               |  |
|            | Hard X-ray Modulation Telescope (HXMT)                                                                                    | CNSA + Китайська академія наук                           | Навколоземна (545-554.1 км)           | Активний | 14.06.2017                                  | [ 76 ]               |  |
|            | Спектр-РГ Spektr-RG | RSRI & MPE                                               | Точка Лагранжа L2 системи Земля-Сонце | Активний | 13.07.2019                                  |                      |  |
|            | IXPE | NASA                                                     | Навколоземна (540 км)                 | Активний | 09.12.2021                                  | [ 77 ] [ 78 ]        |  |
|            | X-Ray Imaging and Spectroscopy Mission (XRISM)                                                                            | JAXA                                                     | Навколоземна (550 км)                 | Активний | 6.09.2023                                   | [ 79 ]               |  |
|            | X-ray Polarimeter Satellite (XPoSat)                                                                                      | IRSO + RRI                                               | Навколоземна (640 км)                 | Активний | 1.01.2024                                   | [ 80 ]               |  |
|            | Einstein Probe | Китайська академія наук + ESA                            | Навколоземна (590 км)                 | Активний | 9.01.2024                                   | [ 81 ]               |  |
|            | Space Variable Objects Monitor SVOM                                                                                       | CNSA, Китайська академія наук, CNES                      | Низька навколоземна орбіта            | Активний | 22.06.2024                                  | [ 82 ]               |  |

## Ультрафіолетове випромінювання
Ультрафіолетові телескопи проводять спостереження на довжинах ультрафіолетових хвиль, тобто приблизно від 10 до 320 нм. Ультрафіолетове світло поглинається земною атмосферою, відповідно, наземні спостереження неможливі, як і у випадку рентгенівських та гамма-променів. До об’єктів, що випромінюють в ультрафіолеті, належать Сонце, інші зорі та галактики.
| Фотографія | Назва (Абревіатура)                                                              | Оператор                              | Орбіта                                              | Статус   | Дати запуску/припинення роботи (ДД.ММ.РРРР) | Посилання            |
| ---------- | -------------------------------------------------------------------------------- | ------------------------------------- | --------------------------------------------------- | -------- | ------------------------------------------- | -------------------- |
|            | Orbiting Astronomical Observatory 2 (OAO-2, Stargazer)                           | NASA                                  | Навколоземна (749-758 км)                           | Недіючий | 07.12.1968 - 01.1973                        | [ 85 ] [ 86 ]        |
|            | Космічна обсерваторія Оріон-1                                                    | СРСР                                  | Навколоземна (200-222 км)                           | Недіючий | 19.04.1971 - 1971                           | [ 87 ] [ 88 ]        |
|            | Космічна обсерваторія Оріон-2                                                    | СРСР                                  | Навколоземна (188-247 км)                           | Недіючий | 18.12.1973 - 1973                           | [ 87 ] [ 88 ]        |
|            | Far Ultraviolet Camera/Spectrograph (UVC)                                        | NASA                                  |                                                     | Недіючий | 16.02.1972 - 23.04.1972                     | [ 89 ]               |
|            | OAO-3 Copernicus                                                                 | NASA                                  | Навколоземна (713-724 км)                           | Недіючий | 21.08.1972 - 02.1981                        | [ 85 ]               |
|            | Astronomical Netherlands Satellite (ANS)                                         | SRON                                  | Навколоземна (266-1 176 км)                         | Недіючий | 30.07.1974 - 03.1976                        | [ 28 ]               |
|            | International Ultraviolet Explorer (IUE)                                         | ESA + NASA + SERC                     | Навколоземна ( км)                                  | Недіючий | 26.01.1978 - 30.09.1996                     | [ 90 ] [ 91 ]        |
|            | Astron                                                                           | IKI                                   | Навколоземна (2 000-200 000 км)                     | Недіючий | 23.03.1983 - 06.1989                        | [ 44 ] [ 45 ]        |
|            | Габбл                                                                            | ESA + NASA                            | Навколоземна (586.47-610.44 км)                     | Активний | 24.04.1990                                  | [ 92 ]               |
|            | Broad Band X-ray Telescope / Astro 1                                             | NASA                                  | Навколоземна (580 км)                               | Недіючий | 02.12.1990 - 11.12.1990                     | [ 52 ]               |
|            | Extreme Ultraviolet Explorer (EUVE)                                              | NASA                                  | Навколоземна (515-527 км)                           | Недіючий | 07.06.1992 - 31.01.2001                     | [ 93 ]               |
|            | Astro 2 (STS-67)                                                                 | NASA                                  | Навколоземна (349-363 км) На борту космічної станці | Недіючий | 02.03.1993 - 18.03.1993                     | [ 94 ]               |
|            | Far Ultraviolet Spectroscopic Explorer (FUSE)                                    | NASA + CNSA + Китайська академія наук | Навколоземна (752-767 км)                           | Недіючий | 24.06.1999 - 12.07.2007                     | [ 95 ]               |
|            | Cosmic Hot Interstellar Spectrometer (CHIPS)                                     | NASA                                  | Навколоземна (578-594 км)                           | Недіючий | 13.01.2003 - 11.04.2008                     | [ 96 ]               |
|            | Galaxy Evolution Explorer (GALEX)                                                | NASA                                  | Навколоземна (691-697 км)                           | Недіючий | 28.04.2003 - 28.06.2013                     | [ 97 ] [ 97 ] [ 98 ] |
|            | Korea Advanced Institute of Science and Technology Satellite 4 (Kaistsat 4)      | KARI                                  | Навколоземна (675-695 км)                           | Недіючий | 27.09.2003 - 2007                           | [ 99 ]               |
|            | Swift Gamma Ray Burst Explorer                                                   | NASA                                  | Навколоземна (585–604 км)                           | Активний | 20.11.2004                                  | [ 28 ]               |
|            | Hisaki (SPRINT-A)                                                                | JAXA                                  | Навколоземна (958- 1162 км)                         | Активний | 14.09.2013                                  |                      |
|            | Venus Spectral Rocket Experiment                                                 | NASA                                  | Суборбітальний проліт навколо Венери (до 300 км)    | Активний | 14.09.2013                                  | [ 100 ]              |
|            | Lunar-based ultraviolet telescope (LUT)                                          | CNSA                                  | Поверхня Місяця                                     | Активний | 01.12.2013                                  |                      |
|            | Astrosat                                                                         | ISRO                                  | Навколоземна (600-650 км)                           | Активний | 28.09.2015                                  | [ 68 ] [ 69 ]        |
|            | Spatial Heterodyne Interferometric Emission Line Dynamics Spectrometer (SHIELDS) | NASA                                  | -                                                   | Недіючий | 19.04.2021 (невдалий запуск)                | [ 101 ]              |
|            | Colorado Ultraviolet Transit Experiment(CUTE)                                    | NASA, Університет Колорадо            | сонячно-синхронна                                   | Активний | 27.09.2021                                  | [ 102 ]              |

## Видиме світло
Дослідження космосу за допомогою вивчення видимого світла від космічних об'єктів є найбільш давнім і найрозповсюдженішим з усіх типів досліджень. Наразі основу спостережувальної астрономії складають саме оптичні наземні телескопи. Додавання космічної складової вивело оптичну астрономію на принципово новий рівень завдяки нівелюванню земної атмосфери, яка хоч і не поглинає хвилі на довжинах 400-760 нм, однак суттєво спотворює їх. Джерелами випромінювання у видимому діапазоні є: газо-пилові хмари, астероїди, комети, супутники, планети, зорі, зоряні скупчення, галактики, тощо.
| Фотографія | Назва (Абревіатура)                                | Оператор                                    | Орбіта                                          | Статус   | Дати запуску/припинення роботи (ДД.ММ.РРРР)                                                                      | Посилання |
| ---------- | -------------------------------------------------- | ------------------------------------------- | ----------------------------------------------- | -------- | --- | --- |
|            | Гіппаркос Hipparcos                                | ESA                                         | Навколоземна (223-35 632 км)                    | Недіючий | 08.08.1989 - 03.1993                                                                                             | [ 104 ] [ 105 ] |
|            | Габбл Hubble Space Telescope                       | ESA + NASA                                  | Навколоземна (586.47-610.44 км)                 | Активний | 24.04.1990 | [ 92 ] |
|            | MOST                                               | CSA                                         | Навколоземна (819–832 км)                       | Недіючий | 30.06.2003 - 03.2019                                                                                             | [ 106 ] |
|            | Swift Gamma Ray Burst Explorer                     | NASA                                        | Навколоземна (585–604 км)                       | Активний | 20.11.2004 | [ 28 ] |
|            | CoRoT                                              | ESA + CNES                                  | Навколоземна (872–884 км)                       | Недіючий | 27.12.2006 - 2013                                                                                                | [ 107 ] |
|            | Кеплер Kepler                                      | NASA                                        | Геліоцентрична ( а.о.)                          | Недіючий | 06.03.2009 - 30.10.2018                                                                                          | [ 108 ] [ 109 ] [ 110 ] |
|            | BRITE constellation                                | Австралія, Канада, Польща                   | Навколоземна                                    | Активний | 25.02.2013 ("Австрія" та "Uni") 21.11.2013 ("Lem") 19.06.2014 ("Торонто" та "Монреаль") 19.08.2014 ("Heweliusz") | [ 111 ] [ 112 ] |
|            | Near Earth Object Surveillance Satellite (NEOSSat) | CSA, DRDC                                   | Сонячно-синхронна (776–792 км)                  | Активний | 25.02.2013 | [ 113 ] [ 114 ] |
|            | Gaia                                               | ESA                                         | Точка Лагранжа L2 системи Земля-Сонце           | Активний | 19.12.2013 | [ 115 ] |
|            | Astrosat                                           | ISRO                                        | Навколоземна (600-650 км)                       | Активний | 28.09.2015 | [ 68 ] [ 69 ] |
|            | Transiting Exoplanet Survey Satellite (TESS)       | NASA                                        | Навколоземна (– км)                             | Активний | 18.04.2018 | [ 116 ] [ 117 ] |
|            | Хеопс CHEOPS                                       | ESA                                         | Сонячно-синхронна                               | Активний | 18.12.2019 | [ 118 ] |
|            | Евклід Euclid                                      | ESA                                         | Точка Лагранжа L2 системи Земля-Сонце           | Активний | 1.07.2023 | [ 119 ] |
|            | International Lunar Observatory Precursor (ILO-X)  | International Lunar Observatory Association | Поверхня Місяця Басейн Південний полюс — Ейткен | Недіючий | 02.2024 | Iloa Receives First Moon Surface And Lunar Descent Images From Ilo-x Aboard Intuitive Machines’ Im-1 Nova-c Lander Odysseus |

## Інфрачервоне світло
Інфрачервоне світло має нижчу енергію, ніж видиме світло, тому випромінюється джерелами, які або холодніші, або віддаляються від земного спостерігача з високою швидкістю. Таким чином, основні джерела інфрачервоного випромінювання — це планети, холодні зорі (включаючи коричневих карликів), туманності та галактики з відносно великим червоним зсувом.
| Фотографія | Назва (Абревіатура)                           | Оператор         | Орбіта                                | Статус   | Дати запуску/припинення роботи (ДД.ММ.РРРР) | Посилання                               |
| ---------- | --------------------------------------------- | ---------------- | ------------------------------------- | -------- | ------------------------------------------- | --------------------------------------- |
|            | IRAS                                          | NASA             | Навколоземна (889–903 км)             | Недіючий | 25.01.1983 - 21.11.1983                     | [ 120 ]                                 |
|            | Infrared Telescope in Space                   | ISAS + NASDA     | Навколоземна (486 км)                 | Недіючий | 18.03.1995 25.04.1995                       | [ 121 ] [ 122 ]                         |
|            | Infrared Space Observatory (ISO)              | ESA              | Навколоземна (1000–70 500 км)         | Недіючий | 17.11.1995 16.05.1998                       | [ 123 ] [ 124 ]                         |
|            | Midcourse Space Experiment (MSX)              | USN              | Навколоземна (900 км)                 | Недіючий | 24.04.1996 26.02.1997                       |                                         |
|            | Submillimeter Wave Astronomy Satellite (SWAS) | NASA             | Навколоземна (638–651 км)             | Недіючий | 06.12.1998-2005                             | [ 125 ]                                 |
|            | Wide Field Infrared Explorer (WIRE)           | NASA             | -                                     | Недіючий | 05.03.1999 (невдалий запуск)                | [ 126 ] [ 127 ]                         |
|            | Спітцер Spitzer Space Telescope               | NASA             | Геліоцентрична (0.98–1.02 км)         | Недіючий | 25.08.2003 30.01.2020                       | [ 128 ] [ 129 ]                         |
|            | Akari (Astro-F)                               | JAXA             | Навколоземна (586.47–610.44 км)       | Недіючий | 21.02.2006 24.11.2011                       | [ 130 ] [ 131 ]                         |
|            | Гершель Herschel Space Observatory            | ESA + NASA       | Точка Лагранжа L2 системи Земля-Сонце | Недіючий | 14.05.2009 29.04.2013                       | [ 132 ] [ 133 ] [ 134 ] [ 135 ] [ 136 ] |
|            | Wide-field Infrared Survey Explorer (WISE)    | NASA             | Навколоземна (500 км)                 | Активний | 14.12.2009                                  | [ 137 ] [ 138 ] [ 139 ]                 |
|            | Хеопс CHEOPS                                  | ESA              | Сонячно-синхронна                     | Активний | 18.12.2019                                  | [ 118 ]                                 |
|            | Джеймс Вебб James Webb Space Telescope (JWST) | NASA + ESA + CSA | Точка Лагранжа L2 системи Земля-Сонце | Активний | 25.12.2021                                  | [ 140 ]                                 |
|            | SPHEREx                                       | NASA             | Навколоземна                          | Активний | 11.03.2025                                  | [ 141 ]                                 |

## Мікрохвильове та радіовипромінювання
Мікрохвильові космічні телескопи переважно використовувалися для вимірювання космологічних параметрів космічного мікрохвильового фону. Вони також вимірюють синхротронне випромінювання та гальмівне випромінювання нашої Галактики. Також об'єктам досліджень цих апаратів є позагалактичні компактні джерела та скупчення галактик, які випромінюють через ефект Сюняєва-Зельдовича.
Оскільки атмосфера є прозорою для радіохвиль, радіотелескопи в космосі є найкориснішими для інтерферометрії з наддовгою базою. Цей метод полягає в проведенні одночасних спостережень джерела за допомогою супутника та наземного телескопа. Шляхом об'єднання їхніх сигналів фактично створюється імітація радіотелескопа розміром, рівним відстані між двома телескопами. Типовими цілями для спостережень є залишки наднових, мазери, явища гравітаційнійного лінзування, тощо.
| Фотографія | Назва (Абревіатура)                                                                  | Оператор                  | Орбіта                                | Статус   | Дати запуску/припинення роботи (ДД.ММ.РРРР) | Посилання       |
| ---------- | ------------------------------------------------------------------------------------ | ------------------------- | ------------------------------------- | -------- | ------------------------------------------- | --------------- |
|            | Cosmic Background Explorer (COBE)                                                    | NASA                      | Навколоземна (900 км)                 | Недіючий | 18.11.1989 – 23.12.1993                     | [ 143 ]         |
|            | Odin                                                                                 | Swedish Space Corporation | Навколоземна (622 км)                 | Активний | 20.02.2001                                  | [ 144 ]         |
|            | WMAP                                                                                 | NASA                      | Точка Лагранжа L2 системи Земля-Сонце | Недіючий | 30.06.2001 – 10.2010                        | [ 145 ]         |
|            | Планк Planck                                                                         | ESA                       | Точка Лагранжа L2 системи Земля-Сонце | Недіючий | 14.05.2009 – 10.2013                        | [ 135 ] [ 146 ] |
|            | Highly Advanced Laboratory for Communications and Astronomy (HALCA, VSOP or MUSES-B) | ISAS                      | Навколоземна (560 - 21 400 км)        | Недіючий | 12.02.1997 – 30.11.2005                     | [ 147 ] [ 148 ] |
|            | Радіоастрон Spektr-R (RadioAstron)                                                   | ASC LPI                   | Навколоземна (10 000 - 390 000 км)    | Недіючий | 18.07.2011 – 11.01.2019                     | [ 149 ] [ 150 ] |

## Інші детектори
Космічні апарати, які виявляють елементарні частинки та космічні промені. Вони можуть випромінюватися Сонцем, нашою галактикою (галактичні космічні промені) і позагалактичними джерелами (позагалактичні космічні промені). Існують також надвисокоенергетичні космічні промені від активних галактичних ядер, які можуть бути виявлені навіть наземними детекторами.
Також до цієї категорії відносяться детектори гравітаційних хвиль, які вимірюють коливання часо-простору.
| Фотографія | Назва (Абревіатура)                                                              | Оператор                            | Орбіта                              | Статус   | Дати запуску/припинення роботи (ДД.ММ.РРРР) | Посилання    |
| ---------- | -------------------------------------------------------------------------------- | ----------------------------------- | ----------------------------------- | -------- | ------------------------------------------- | ------------ |
|            | Протон-1                                                                         | СРСР                                | Навколоземна (183-589 км)           | Недіючий | 16.07.1965 - 11.10.1965                     | [ 3 ]        |
|            | Протон-2                                                                         | СРСР                                | Навколоземна (191-637 км)           | Недіючий | 02.11.1965 - 06.02.1966                     | [ 3 ]        |
|            | 3rd High Energy Astronomy Observatory (HEAO 3)                                   | NASA                                | Навколоземна (486.4-504.9 км)       | Недіючий | 20.09.1979 - 29.05.1981                     | [ 9 ] [ 10 ] |
|            | SAMPEX                                                                           | NASA                                | Навколоземна (512–687 км)           | Недіючий | 03.071992 - 30.06.2004                      | [ 151 ]      |
|            | Магнітний альфа-спектрометр Alpha Magnetic Spectrometer 01 (AMS-01)              | NASA                                | Навколоземна (296 км)               | Недіючий | 02.06.1998 - 12.06.1998                     | [ 152 ]      |
|            | Payload for Antimatter Matter Exploration and Light-nuclei Astrophysics (PAMELA) | ISA + INFN + Роскосмос + DLR + SNSB | Навколоземна (350–610 км)           | Недіючий | 15.05.2006 - 07.02.2016                     |              |
|            | IBEX                                                                             | NASA                                | Навколоземна (86 000–259 000 км)    | Активний | 19.10.2008                                  |              |
|            | Магнітний альфа-спектрометр Alpha Magnetic Spectrometer 02 (AMS-02)              | NASA                                | Навколоземна, на борту МКС (353 км) | Активний | 16.05.2011                                  | [ 153 ]      |
|            | Dark Matter Particle Explorer (DAMPE)                                            | CNSA + Китайська академія наук      | Навколоземна (500 км)               | Активний | 17.12.2015                                  | [ 154 ]      |
|            | CALET CALorimetric Electron Telescope                                            | JAXA                                | Навколоземна, на борту МКС (353 км) | Активний | 19.09.2015                                  | [ 155 ]      |
|            | LISA Pathfinder                                                                  | ESA                                 | Геліоцентрична ( а.о.)              | Недіючий | 03.12.2015 - 30.06.2017                     | [ 156 ]      |

## Заплановані місії
В даній таблиці вказані космічні телескопи, запуск яких був анонсований та є якась (принаймні базова) інформація.
| Фотографія | Назва (Абревіатура)                                                              | Оператор                       | Орбіта                                | Дати запуску/припинення роботи (ДД.ММ.РРРР) | Посилання       |
| ---------- | -------------------------------------------------------------------------------- | ------------------------------ | ------------------------------------- | ------------------------------------------- | --------------- |
|            | TOLIMAN                                                                          | NASA                           | Навколоземна                          | ~2025                                       | [ 157 ]         |
|            | Сюньтянь Xuntian                                                                 | CNSA + Китайська академія наук | Навколоземна                          | ~2026                                       | [ 158 ]         |
| \|         | ULTRASAT                                                                         | Ізраїльське космічне агентство | Точка Лагранжа L2 системи Земля-Сонце | 2026                                        | [ 159 ]         |
|            | PLATO                                                                            | ESA                            | Точка Лагранжа L2 системи Земля-Сонце | ~2026                                       | [ 160 ]         |
|            | Nancy Grace Roman Space Telescope (Wide Field Infrared Survey Telescope; WFIRST) | NASA + DOE                     | Точка Лагранжа L2 системи Земля-Сонце | ~2027                                       | [ 161 ]         |
|            | ARIEL                                                                            | ESA                            | Точка Лагранжа L2 системи Земля-Сонце | ~2029                                       | [ 162 ]         |
|            | Advanced Telescope for High Energy Astrophysics (Athena)                         | ESA + NASA + JAXA              | Точка Лагранжа L2 системи Земля-Сонце | ~2035                                       | [ 163 ]         |
|            | Laser Interferometer Space Antenna (LISA)                                        | ESA                            | Геліоцентрична                        | ~2037                                       | [ 164 ]         |
|            | Habitable Worlds Observatory                                                     | NASA                           | —                                     | ~2035-2040                                  | [ 165 ] [ 166 ] |
|            | Great Observatory Technology Maturation Program (GOMAP)                          | NASA                           | —                                     | ~2040-...                                   | [ 165 ]         |
|            | New Great Observatories                                                          | NASA                           | —                                     | ~2040-...                                   | [ 165 ]         |